# الجبل الأسود (السعودية)
الجبل الأسود ويسمى جبل العزيين نسبة إلى قبيلة «العزيين» يقع في محافظة الريث شرق منطقة جازان الواقعة جنوب غرب السعودية.

## نبذة
ترجح تسمية «الجبل الأسود» بهذا الاسم بسبب غطائه النباتي الكثيف الذي يضفي عليه اللون الأسود لناظره من بعيد، ويأخذ شكل قوس يبدأ من الشمال لينحني نحو الشرق عند أعلى قمة فيه. يحد الجبل من الشمال والشمال الغربي جبل القهر ووادي لجب الواقعة بمحافظة الريث، ومن الجنوب جبال منجد بمحافظة هروب. كما أن في المنطقة الواقعة جنوب الجبل توجد جبال الصهاليل.
يبلغ طول الجبل حوالي 1800 م، ويسكنه أكثر من ألفي نسمة ويعمل معظمهم في الزراعة ورعي الماشية، ويتميزون كغيرهم من سكان جبال المنطقة بلباسهم التقليدي الذي يتكون من القميص والإزار بالإضافة إلى وضع بعض من أوراق النباتات العطرية على رؤوسهم.